# Wisnuwardhana
Wisnuwardhana est le souverain du royaume de Singasari, dans l'est de l'île de Java, de 1248 à sa mort, en 1268. Son fils Kertanagara, associé au pouvoir dès 1254, lui succède.